# Тамфана
Тамфана — богиня германського язичництва. За записами римського сенатора Тацита, руйнування храму, присвяченого богині, відбулося під час різанини германського племені марсів силами на чолі з римським генералом Германіком. Вчені проаналізували ім'я богині (не досягнувши консенсусу) і висунули теорії щодо її ролі в германському язичництві.

## Атестації
У книзі 1, розділах 50 і 51 своїх «Анналів» Тацит розповідає, що війська на чолі з Германіком вбили чоловіків, жінок і дітей марсіі у ніч свята поблизу храму, присвяченого Танфані:
| Оригінал латиною (I ст. н. е.): iuvit nox sideribus inlustris, ventumque ad vicos Marsorum et circumdatae stationes stratis etiam tum per cubilia properterque mensas, nullo metu, non antepositis vigiliis: adea cuncta incuria disiecta erant, neque belli timor, ac ne pax quidem nisi linguida et soluta inter temultentos. 51. Caesar avidas legiones, quo latior populatio foret, quattuor in cuneos dispertit; quinquaginta milium spatium ferro flammisque pervastat. non sexus, non aetas miserationem attulit: profana simul et sacra et celeberrimum illis gentibus templum quod Tamfanae vocabant solo aequantur. sine vulnere milites, qui semisomnos, inermos aut palantis ceciderant. excivit ea caedes Bructeros, Tubantes, Usipetes; Saltusque per quos exercitui regressus insedere. | Переклад Черча та Бродрібба (1876): :They were helped by a night of bright starlight, reached the villages of the Marsi, and threw their pickets round the enemy, who even then were stretched on beds or at their tables, without the least fear, or any sentries before their camp, so complete was their careless and disorder; and of war indeed there was no apprehension. Peace it certainly was not—merely the languid and heedless ease of half-intoxicated people. 51. Cæsar, to spread devastation more widely, divided his eager legions into four columns, and ravaged a space of fifty miles with fire and sword. Neither sex nor age moved his compassion. Everything, sacred or profane, the temple too of Tamfana, as they called it, the special resort of all those tribes, was levelled to the ground. There was not a wound among our soldiers, who cut down a half asleep, an unarmed, or a straggling foe. The Bructeri, Tubantes, and Usipetes, were roused by this slaughter, and beset the forest passes through which the army had to return. | Український переклад: Їм допомогла яскрава зоряна ніч, вони досягли сіл марсів й кинули свої пікети навколо ворогів, які навіть тоді розтягнулися на ліжках чи за столами, без найменшого страху, чи будь-яких вартових перед їхнім табором, настільки повною була їхня безтурботність і безлад; і війни справді не було побоювань. Це точно не був спокій — лише млява і безтурботна дрімота напівп'яних людей. 51. Цезар, щоб поширити спустошення, розділив свої завзяті легіони на чотири колони й вогнем і мечем спустошив простір у п'ятдесят миль. Ні стать, ні вік не зворушили його співчуття. Все, священне чи мирське, храм Тамфани, як вони його називали, особливе місце поклоніння всіх тих племен, було зрівняно з землею. Не було жодного поранення серед наших воїнів, які зарубали напівсонного, беззбройного чи відстаючого ворога. Бруктері, тубанти та усіпети були збуджені цією бійнею, і вони оточили лісові проходи, через які армія мала повернутися. |

Немає жодного незаперечного свідчення про цю богиню, окрім уривка в Тацита. Напис Tamfanae sacrum був знайдений у Терні, але вважається фальсифікацією Пірро Лігоріо. Вона також згадується як Замфана в передбачуваній давньоверхньонімецькій колисковій пісні, яка була прийнята Якобом Гріммом. Проте нині більшість експертів вважають її ймовірною підробкою.

## Теорії та інтерпретація
Оскільки fana латиною означає «храм», було припущено, що ім'я Тамфана походить від храму, присвяченого богу Тану. Вчений XVI століття Юст Ліпсій вважав, що ім'я походить від кельтського слова tan, що означає «вогонь». Інші вчені вважали, що це слово походить від німецького Tanne «сосна» або що воно може означати «колектив». Антиквар ХІХ століття Томас Сміт вважав, що основою був Вотанфана, храм, присвячений Водану. Грімм відкинув аматорські етимології, він назвав ім'я богині «безумовно німецьким», закінчення -ana також зустрічається в Глудана, Бертана, Рапана та Мадана.
Цей уривок є одним із небагатьох, які суперечать власному висловлюванню Тацита в «Германії» про те, що германські племена не мали храмів. У 1883 році історик Вільгельм Енгельберт Гіферс припустив, що слово Tanfana походить від tanfo, спорідненого з латинським truncus, і стосується гаю на місці Ересбурга, пов'язаного з ірмінсулами.
Відтоді було зроблено багато припущень щодо імені та природи богині. Грімм не зміг інтерпретувати це, але припустив різні варіанти, що це пов'язано зі Stempe, ім'ям Берхте, що її назвали через асоціацію з решетом і, виходячи з нині дискредитованої колискової, що її ім'я означає «щедра, милосердна». Спираючись на фольклор і топоніміку, Фрідріх Весте висунув гіпотезу, що назва була спорідненою з німецьким zimmern і означала «будівельник» або «годувальник». На підставі сезону, під час якого відбулося свято та напад римлян, Карл Мюлленгофф припустив, що вона була богинею великого врожаю, власне *Tabana, споріднене грецьким словам, що означає «витрати» та (гіпотетично) «неощадливий»; інші додали ісландські та норвезькі слова, що означають «повнота, набряк», «набивати» та «велика трапеза». Сучасна фольклористика вважає ці ідеї застарілими.
У голландському місті Олдензал антиквар і директор школи ХІХ століття Ян Велінг розвинув ідею, що храм був розташований в районі Твенте, де тубанти були союзниками марсів. Спираючись на сучасні легенди, він визначив місцезнаходження храму Тамфани на схилі 85-метрового Танкенберга, моренного пагорба на схід від Енсхеде, де в 1840-х роках він виступив з ініціативою встановити пам'ятний камінь. Він також стверджував, що важкий валун з церемоніальними функціями в центрі міста («de Groote Steen») спочатку походив з передбачуваного храму, але був перенесений до міста близько 1710 року. Місцеве джерело також може походити з доісторичних часів. Ці ідеї були схвалені в 1929 році архівістом А. Г. де Брейном, який вивчав фольклор Олдензала. Де Брейн повернувся до початкової ідеї поділу імені на Tan і fana за топонімічними ознаками. Він знайшов додатковий доказ у печатці сусіднього муніципалітету Оммен з 1336 року, на якій зображена свята покровителька Бригіта з Кілдера, яка тримає пальмову гілку, у супроводі лева, орла та восьмикутної зірки, що, очевидно, символізує сонце. За словами де Брюна, жінка, зображена на печатці, тримала в руках ялицю, і він припустив, що вона зображала місяць або материнське божество, можливо, пов'язане з карфагенською богинею Таніт.
Припущення де Брейна не були схвалені професійними істориками. Вони здобули нову популярність завдяки недавній книзі Руді Клайнстри, який пов'язав місцевий фольклор з уявленнями Нью-Ейдж про богинь-матерів.
Рудольф Сімек зазначає, що осіннє свято узгоджується з давньоскандинавськими свідченнями про dísablót, святкування dísir, жіночих істот із паралелями до західногерманського культу матрон. Сімек каже, що Тамфану, мабуть, найкраще розглядати в контексті широко поширеного шанування німецьких матрон.